# Transylvania Open 2022
Il Transylvania Open 2022 è un torneo di tennis giocato sul cemento indoor. È la seconda edizione dell'evento, che fa parte della categoria WTA 250 nell'ambito del WTA Tour 2022. Si gioca alla BT Arena di Cluj-Napoca in Romania, dal 10 al 16 ottobre 2022.

## Partecipanti al singolare

### Teste di serie
| Nazionalità | Giocatrice          | Ranking* | Testa di serie |
| ----------- | ------------------- | -------- | -------------- |
| Rep. Ceca   | Barbora Krejčíková  | 23       | 1              |
| Ucraina     | Anhelina Kalinina   | 45       | 2              |
| Romania     | Ana Bogdan          | 46       | 3              |
|             | Anastasija Potapova | 51       | 4              |
| Polonia     | Magda Linette       | 55       | 5              |
| Ucraina     | Marta Kostjuk       | 56       | 6              |
| Cina        | Wang Xiyu           | 59       | 7              |
| Ungheria    | Anna Bondár         | 61       | 8              |
| Italia      | Lucia Bronzetti     | 62       | 9              |

* Ranking al 3 ottobre 2022.

### Altre partecipanti
Le seguenti giocatrici hanno ricevuto una wild card per il tabellone principale:
- Irina Bara
- Eugenie Bouchard
- Elena-Gabriela Ruse

La seguente giocatrice è entrata nel tabellone principale con il ranking protetto:
- Laura Siegemund

Le seguenti giocatrici sono passate dalle qualificazioni:

- Elina Avanesjan
- Anna Blinkova
- Ysaline Bonaventure
- Olga Danilović
- Kamilla Rachimova
- Anastasija Zacharova

Le seguenti giocatrici sono entrate in tabellone come lucky loser:
- Océane Dodin
- Tamara Korpatsch
- Harmony Tan

### Ritiri
Prima del torneo
- Irina-Camelia Begu → sostituita da  Harriet Dart
- Kaja Juvan → sostituita da  Dajana Jastrems'ka
- Barbora Krejčíková → sostituita da  Océane Dodin
- Aleksandra Krunić → sostituita da  Dalma Gálfi
- Tereza Martincová → sostituita da  Tamara Korpatsch
- Mayar Sherif → sostituita da  Wang Xinyu
- Laura Siegemund → sostituita da  Harmony Tan
- Sara Sorribes Tormo → sostituita da  Varvara Gračëva

## Partecipanti al doppio
| Nazione  | Giocatrice         | Nazione    | Giocatrice        | Rank* | Teste di serie |
| -------- | ------------------ | ---------- | ----------------- | ----- | -------------- |
| Belgio   | Kirsten Flipkens   | Germania   | Laura Siegemund   | 76    | 1              |
| Norvegia | Ulrikke Eikeri     | Slovacchia | Tereza Mihalíková | 96    | 2              |
| Georgia  | Natela Dzalamidze  |            | Aleksandra Panova | 104   | 3              |
| Georgia  | Oksana Kalašnikova | Ucraina    | Marta Kostjuk     | 116   | 4              |

* Ranking al 3 ottobre 2022.

### Altre partecipanti
Le seguenti giocatrici hanno ricevuto una wild card per il tabellone principale:
- Tímea Babos /  Ingrid Neel
- Jaqueline Cristian /  Elena-Gabriela Ruse

### Ritiri
Prima del torneo
- Kirsten Flipkens /  Sara Sorribes Tormo → sostituite da  Kirsten Flipkens /  Laura Siegemund
- Anna-Lena Friedsam /  Monica Niculescu → sostituite da  Harriet Dart /  Monica Niculescu
- Marta Kostjuk /  Tereza Martincová → sostituite da  Oksana Kalašnikova /  Marta Kostjuk
- Aleksandra Krunić /  Katarzyna Piter → sostituite da  Viktorija Golubic /  Han Xinyun

## Campionesse

### Singolare
Anna Blinkova ha sconfitto in finale  Jasmine Paolini con il punteggio di 6-2, 3-6, 6-2.
- È il secondo titolo in carriera per la Blinkova, il primo dopo oltre tre anni e di categoria WTA 250.

### Doppio
Kirsten Flipkens /  Laura Siegemund hanno sconfitto in finale  Kamilla Rachimova /  Jana Sizikova con il punteggio di 6-3, 7-5.